# Корона королевы Аделаиды
Корона королевы Аделаиды (англ. Crown of Queen Adelaide) — корона королевы-консорта Аделаиды Саксен-Мейнингенской, супруги короля Великобритании Вильгельма IV. Была использована в церемонии коронации Вильгельма и Аделаиды в 1831 году.

## История
Начиная с Марии Моденской (коронована в 1685 году), королевы-консорты Великобритании носили корону Марии Моденской. Но в 1831 году, при подготовке коронации Вильгельма IV и его супруги, королевы-консорта Аделаиды Саксен-Мейнингенской, корона Марии Моденской была сочтена «непригодной для использования Её Величеством» ввиду износа и размера, и было принято решение изготовить для Аделаиды новую корону. После коронации Аделаида больше никогда не носила эту корону, а драгоценности с короны были удалены. В дальнейшем ни одна королева-консорт Великобритании не носила корону Аделаиды, для Александры Датской в 1902 году, Марии Текской в 1911 году и Елизаветы Боуз-Лайон в 1937 году были изготовлены новые короны.

## Описание
Корона королевы Аделаиды была изготовлена в стиле, характерном для британских королевских корон, содержит четыре полуарки, увенчанных сферой с крестом наверху. По распоряжению королевы корона были украшена алмазами из её собственного собрания драгоценностей. После коронации алмазы из короны были удалены, и корона хранилась лишь в качестве оболочки для драгоценностей.